# Alexander Phú Thanh
Alexander Phú Thanh (sinh ngày 20 tháng mười năm 1954 – Mất ngày 7 tháng bảy năm 1983). Tên khai sinh là Trương Phú Thanh(張富聲), và được biết tới với nghệ danh Fu Sheng, ngôi sao [Hong Kong action cinema phim võ thuật Hồng Kông] vào trong những năm 1970.

## Cuộc đời và sự nghiệp
Trương Phú Thanh sinh ra tại Hồng Kông trong một gia đình thương nhân bản địa giàu có tại khu Tân Giới. Khi còn nhỏ, gia đình anh sống tại Haiwaii vài năm và cũng chính tại đó, Phú Thanh đã bắt đầu luyện tập võ thuật bao gồm Judo và Karate
Năm 1971, anh tham gia lớp học đào tạo diễn viên của  Thiệu Thị Huynh Đệ và ngay lập tức đã thu hút được sự chú ý từ đạo diễn Trương Triệt. Triệt đã đưa Phú Thanh tới luyện tập với Lau Kar-leung trong 6 tháng. Phú Thanh ra mắt bộ phim đầu tay với một vai phụ trong bộ phim The Fourteen Amazons năm 1972. Vai chính đầu tiên của anh là trong bộ phim của Trương Triệt có tên Police Force. Một số các bộ phim khác nổi bật của anh bao gồm Heroes Two, Five Shaolin Maters, Shaolin Temple và loạt phim Anh Hùng Xạ Điêu. Anh đã cùng Triệt hợp tác với nhau tất cả 23 bộ phim. 
Năm 1976, anh kết hôn với nữ diễn viên Jenny Tseng, người đã xuất hiện cùng anh trong bộ phim "New Shaolin Boxers"
Anh đã chịu rất nhiều chấn thương liên tiếp vào năm 1978 và 1979. Trong một cảnh quay của bộ phim The Deadly Breaking Sword  một sợi dây đỡ anh bị đứt đột ngột làm anh ngã đập đầu từ khoảng cách 2.4 mét (8 feet). Còn trong khi quay bộ phim Heroes Shed No Tears,  anh đã bị vỡ xương ở chân phải.
Phú Thanh dự kiến sẽ tham gia đóng chính trong bộ phim Snake In the Eagle's Shadow nhưng bị Thiệu Dật Phu từ chối. Thiệu Dật Phu là người đứng đầu của Thiệu Thị Huynh Đệ. Jackie Chan cuối cùng được chọn vào vai chính.
Vào tháng 7 năm 1983, Phú Thanh qua đời sau một tai nạn xe hơi. Vào thời điểm đó, anh đang đóng bộ phim "Ngũ lang Bát Quái Côn" mà lẽ ra, anh sẽ là nhân vật chính. Bộ phim sau đó phải viết lại kịch bản để phần còn lại được hoàn thiện. Trong đoạn cuối của phim, nhân vật của Phú Thanh đột ngột biến mất và tất cả tập trung vào nhận vật Ngũ Lang của ngôi sao Gordon Liu.
Đám tang của anh được công ty Thiệu Thị Huynh Đệ đứng ra chủ trì. Thi hài của anh được hỏa táng.
Bộ phim cuối cùng của anh là Wits of the Brats. Trong bộ phim này Phú Thanh là đạo diễn và được phát hành gần một năm sau ngày mất của anh.

## Các phim đã đóng
- Young People (1972)
- Four Riders a.k.a. Hellfighters of the East and Strike 4 Revenge (1972), GI at Jukebox
- Man of Iron a.k.a. Warrior of Steel (1972)
- Generation Gap (1973)
- Police Force (1973)
- Heroes Two a.k.a. Kung Fu Invaders (1974), Fang Shih Yu
- Three Styles of Hung School's Kung Fu – A Demonstration Film of the Chinese Kung Fu (1974), himself
- Na Cha The Great (1974), Na-Cha
- Men from the Monastery a.k.a. Disciples of Death and Dragon's Teeth (1974), Fang Shih Yu
- Friends (1974)
- Shaolin Martial Arts a.k.a. Five Fingers of Death (1974)
- 5 Shaolin Masters a.k.a. The 5 Masters of Death (1974), Ma Chao-Hsing
- Disciples of Shaolin a.k.a. The Invincible One (1975)
- Marco Polo a.k.a. The Four Assassins (1975)
- Boxer Rebellion a.k.a. The Bloody Avengers (1976)
- The Seven Man Army (1976)
- The Shaolin Avengers a.k.a. Invincible Kung Fu Brothers (1976), Fang Shih Yu
- New Shaolin Boxers a.k.a. Demon Fists of Kung Fu (1976)
- Shaolin Temple a.k.a. Death Chamber (1976), Fang Shih Yu
- The Naval Commandos (1977)
- Magnificent Wanderers a.k.a. Magnificent Kung Fu Warriors (1977)
- The Brave Archer a.k.a. Kung Fu Warlords (1977), Kuo Tsing
- The Chinatown Kid (1977), Tang Tong
- The Brave Archer 2 a.k.a. Kung Fu Warlords Part II (1978), Kuo Tsing
- Avenging Eagle (1978)
- Life Gamble (1979)
- The Proud Twins (1979)
- The Deadly Breaking Sword (1979), Xiao Dao
- Heroes Shed No Tears (1980)
- Heaven and Hell a.k.a. Shaolin Hellgate (1980)
- Ten Tigers from Kwangtung (1980), Tam Ming
- Return of the Sentimental Swordsman (1981)
- Anh Hùng Xạ Điêu 3 a.k.a. Blast of the Iron Palm (1982), Kuo Tsing
- Legendary Weapons of China a.k.a. Legendary Weapons of Kung Fu (1982)
- The Brave Archer and His Mate a.k.a. Mysterious Island (1982), Yang Kuo
- The Fake Ghost Catchers (1982)
- Cat vs Rat (1982), the Rat Bai Yu Tong
- My Rebellious Son a.k.a. Raging Tiger (1982)
- Treasure Hunters a.k.a. Master of Disaster (1982), Chi Ta Po
- Hong Kong Playboys (1983)
- Ngũ lang bát quái côn a.k.a. The Invincible Pole Fighters (1983), 6th Yang
- Wits of the Brats (1984) released posthumously